# عبد الرحمن المودن
عبد الرحمان المودن (1946 - 2 أغسطس 2020)، هو مؤرخ مغربي، سبق أن تولى مهمة الكاتب العام للجمعية المغربية للبحث التاريخي (2007-2011).

## حياته
ولد عام 1946 في بلدة زاوية سيدي عبد الجليل بإقليم تازة، ودرس بكلية الآداب والعلوم الإنسانية بالرباط ونال بها الإجازة في التاريخ سنة 1970، ودبلوم الدراسات العليا سنة 1984.
وتابع دراسته في سلك الدكتوراه بجامعة برينستون بالولايات المتحدة الأميركية، وخلال مساره اشتغل أستاذاً بثانوية مولاي يوسف وكلية الآداب في الرباط، إضافة إلى جامعة الأخوين بإفران. وكان المودن يشتغل في المعهد الملكي للبحث في تاريخ المغرب.

## وفاته
توفي يوم الأحد 2 أغسطس 2020 في العاصمة القطرية الدوحة حيث كان يعمل أستاذاً زائراً في «معهد الدوحة للدراسات العليا».

## من مؤلفاته
وألف الراحل دراسات عديدة حول التاريخ الاجتماعي المغربي وحول تاريخ المغارب خلال الحقبة العثمانية، من أهمها:
- كتاب: البوادي المغربية قبل الاستعمار: قبائل إيناون والمخزن بين القرنين السادس عشر والتاسع عشر".
- كتاب: «البادشاه والسلطان: العلاقات المغربية العثمانية بين القرنين السادس عشر والثامن عشر».
- كتاب: «مساهمة في دراسة الثقافة الدبلوماسية» (باللغة الإنجليزية سنة 1991).